# Женебек
Женебек (устар. Жанибек, каз. Жәнібек) — озеро (по другим данным — урочище) в Костанайском районе Костанайской области Казахстана. Находится в 5 км к юго-западу от села Половниковки.
По данным топографической съёмки 1957 года, площадь поверхности озера составляет 1,45 км². Наибольшая длина озера — 1,4 км, наибольшая ширина — 1,3 км. Длина береговой линии составляет 4,8 км, развитие береговой линии — 1,12. Озеро расположено на высоте 189,5 м над уровнем моря.